# L'Ombre d'un géant
Pour la musique de la comédie musicale de 2001, voir L'Ombre d'un géant (album).
Pour plus de détails, voir Fiche technique et Distribution.
L'Ombre d'un géant (titre original : Cast a Giant Shadow), est un film de guerre et historique américain, réalisé par Melville Shavelson, sorti en 1966.

## Synopsis
1947. Un colonel américain, David (Mickey) Marcus, est chargé de fonder l'armée d'Israël à la veille de son indépendance et de l'invasion de la jeune nation par cinq armées arabes lors de la Guerre israélo-arabe de 1948.

## Fiche technique
- Titre : L'Ombre d'un géant
- Titre original : Cast a Giant Shadow
- Réalisateur : Melville Shavelson
- Scénario : Melville Shavelson (adaptation) d'après un roman de Ted Berkman
- Producteurs : Melville Shavelson, Michael Wayne
- Musique : Elmer Bernstein
- Directeur de la photographie : Aldo Tonti
- Montage : Bert Bates, Gene Ruggiero
- Direction artistique : Arrigo Equini
- Décors : Ferdinando Ruffo
- Costumes : Margaret Furse, Annalisa Nasalli-Rocca
- Ingénieurs du son : David Bowen, Chuck Overhulser
- Durée : 146 minutes
- Pays :  États-Unis
- Langues : anglais, hébreu
- Format d'image : Couleurs (Technicolor); noir et blanc (images d'archives) ; 2.35 : 1
- Son : Mono (Westrex Recording System)
- Dates de sortie :
  - États-Unis : 30 mars 1966
  - France : 11 janvier 1967

## Distribution
- Kirk Douglas (VF : Roger Rudel) : colonel David « Mickey » Marcus alias Michael Stone
- Senta Berger (VF : Lily Baron) : Magda Simon
- Yul Brynner (VF : Georges Aminel) : Asher Gonen
- Frank Sinatra (VF : Marc Cassot) : Vince Raimondi
- John Wayne (VF : Claude Bertrand) : Général Mike Randolph
- Angie Dickinson (VF : Paule Emanuele) : Emma Marcus
- James Donald (VF : Jean Berger) : Major Safir
- Stathis Giallelis (VF : Jacques Thébault) : Ram Oren
- Luther Adler (VF : Fernand Fabre) : David Ben Gourion
- Chaim Topol (VF : Henry Djanik) : Abou Ibn Kader
- Ruth White : Mme Chaison
- Gordon Jackson (VF : René Arrieu) : James MacAfee
- Michael Hordern (VF : Michel Etcheverry) : l'ambassadeur anglais
- Michael Shillo : Andre Simon
- Rina Ganor : Rona
- Gary Merrill (VF : Jean Martinelli) : le chef d'État-Major du Pentagone
- Allan Cuthbertson
- Jeremy Kemp
- Sean Barrett
- Roland Bartrop (VF : Edmond Bernard)
- Vera Dolen
- Robert Gardett
- Frank Latimore: officier de L'ONU
- Ken Buckle
- Rodd Dana
- Hillel Rave
- Shloma Hermon
- Romano Milani : un paysan fêtard
- Geoffrey Palmer : David